# Veit Stoss

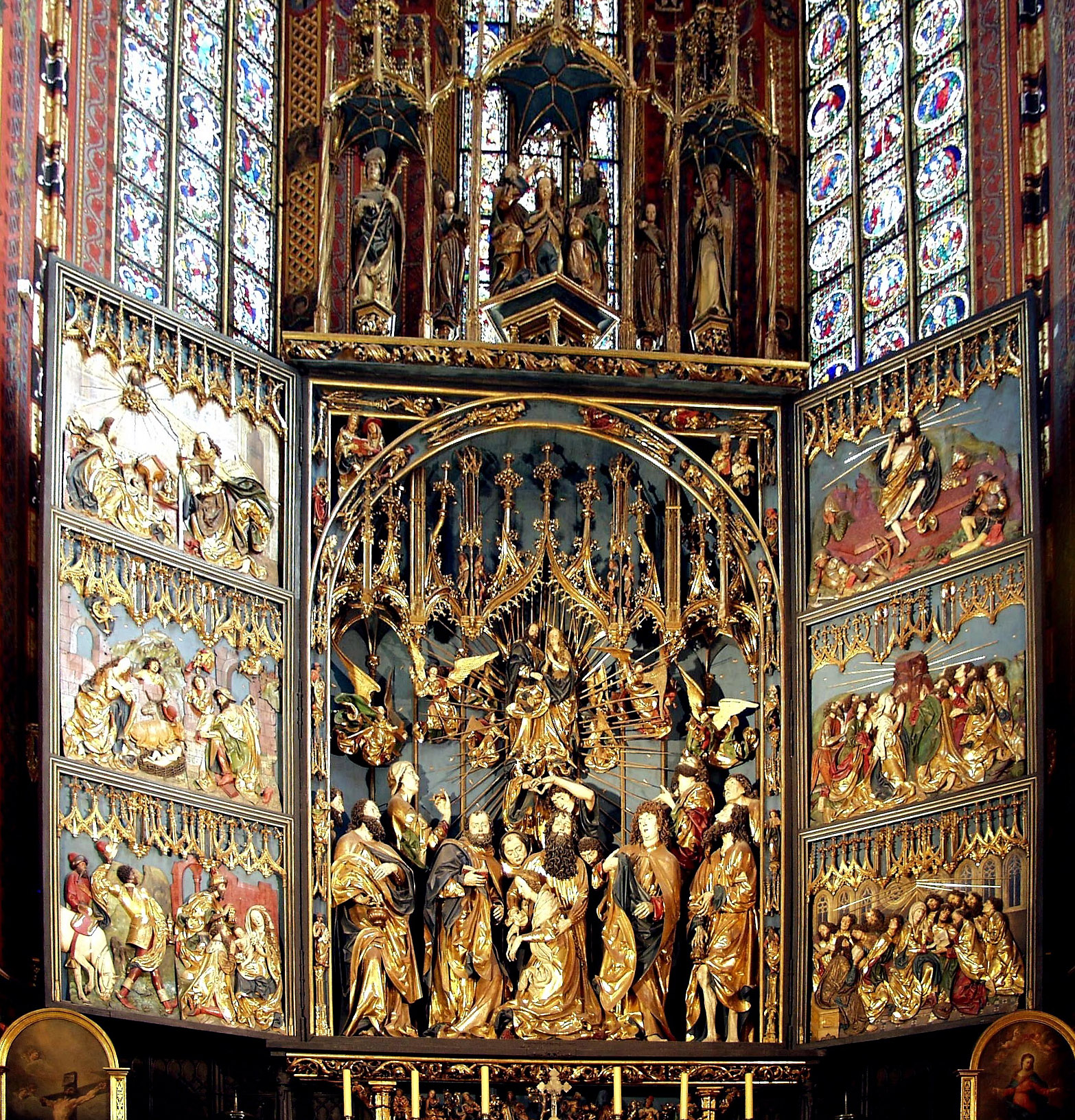
Veit Stoss, Mariánský oltář v Krakově

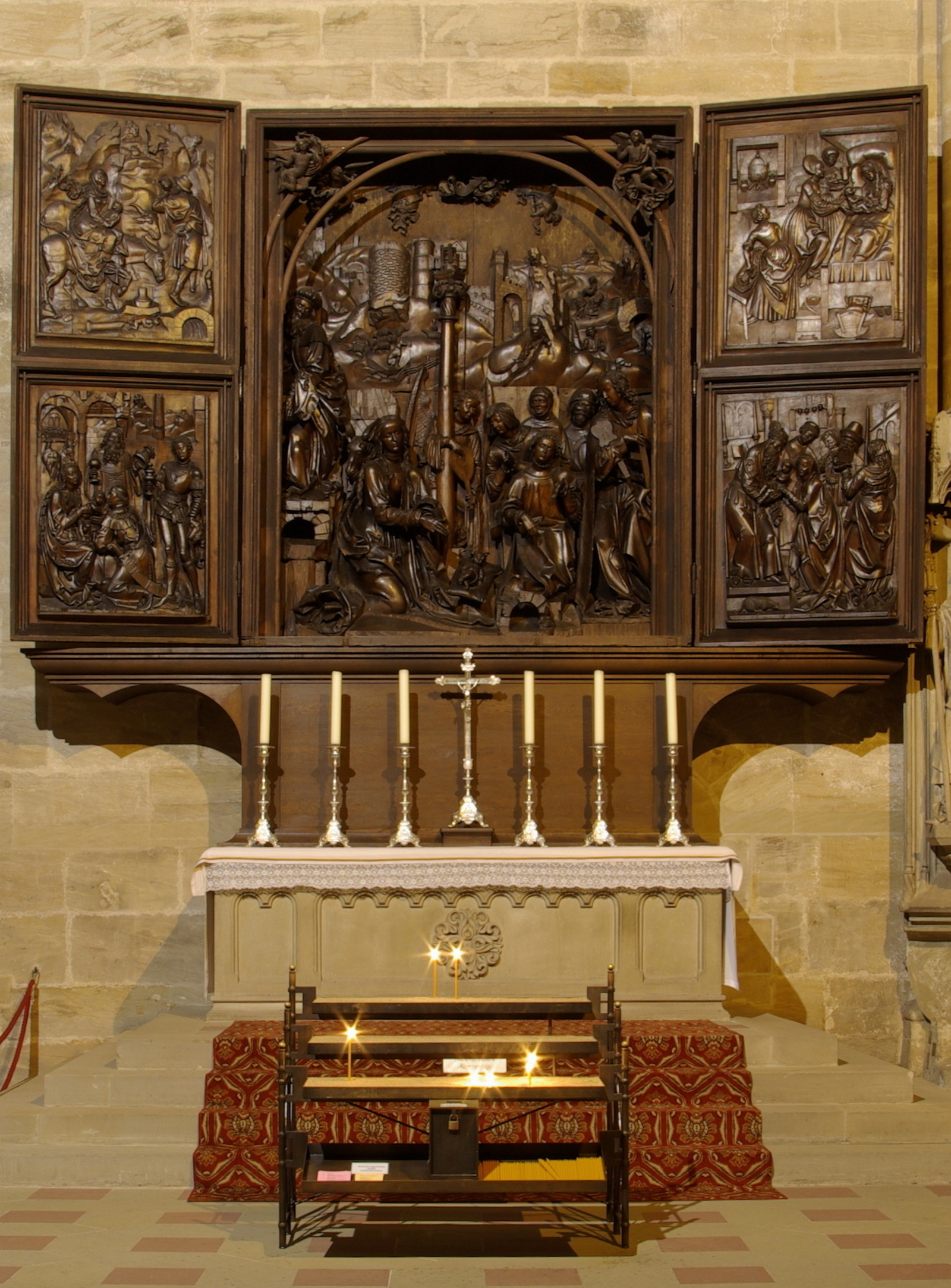
Veit Stoss, Bamberský oltář

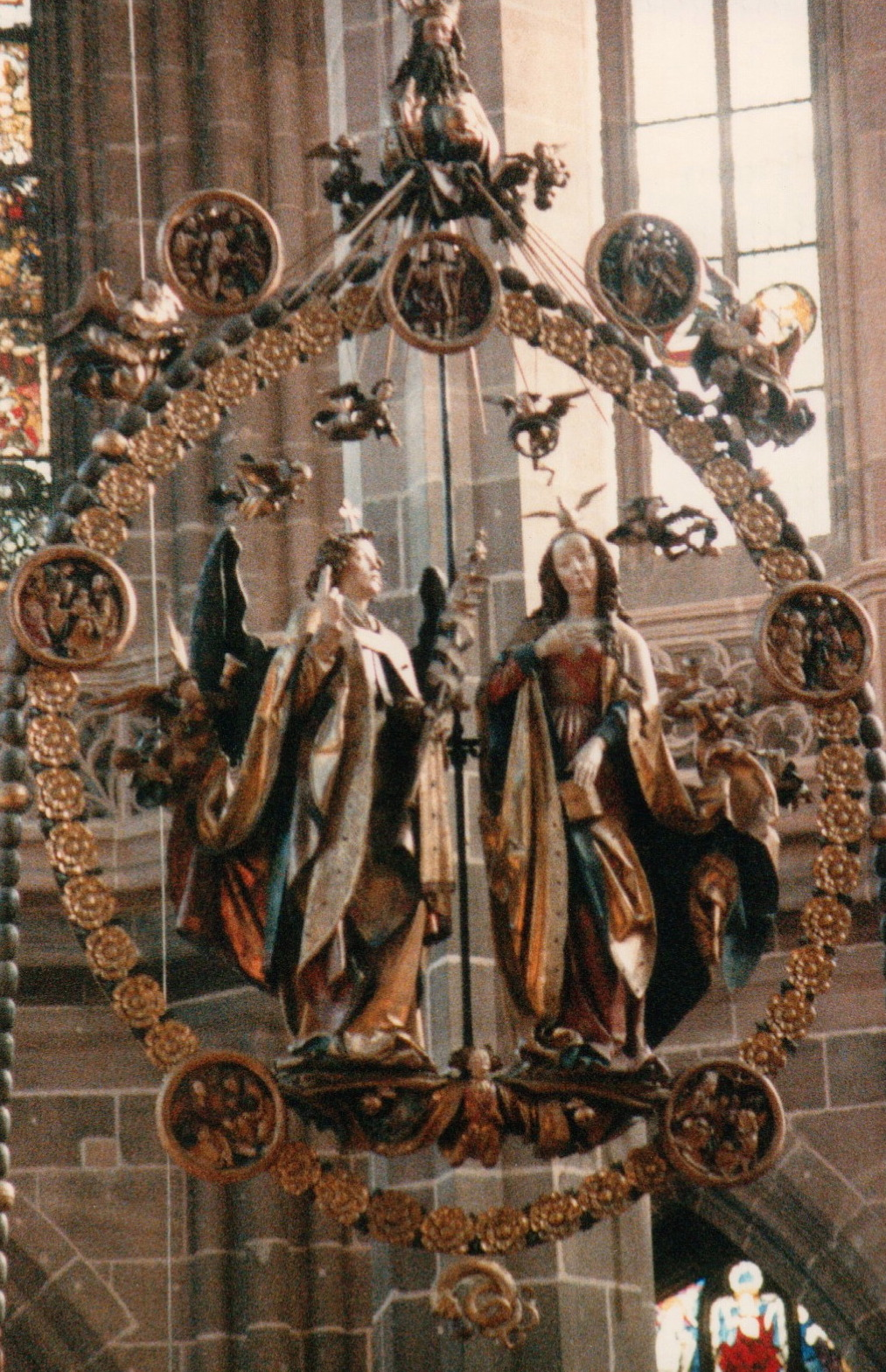
Andělský pozdrav z kostela sv. Vavřince v Norimberku

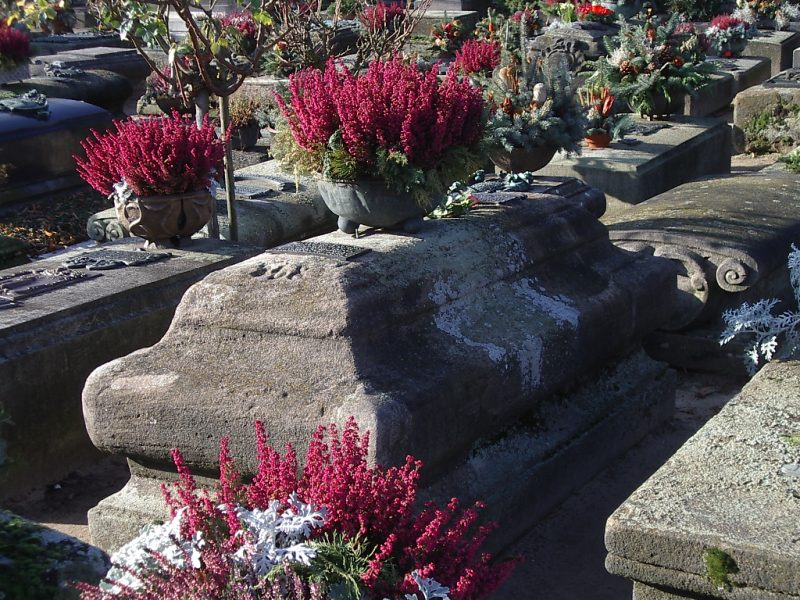
Hrob Veita Stosse na Hřbitově sv. Jana v Norimberku

Veit Stoss, polsky také Wit Stwosz nebo Wit Stosz; německé verze jména: Veit, Feyt, Veydt, Vit, Víťa, německé verze příjmení: Stoss, Stuosz, Stoß (narozen kolem roku 1448 v Horbu nad Neckarem nedaleko Stuttgartu, zemřel 20. září 1533 v Norimberku) byl sochař, grafik a malíř, jeden z nejvýznamnějších představitelů středoevropského pozdněgotického sochařství. Je považován za německého i polského umělce.

## Život a dílo
O mládí a učení Veita Stosse se neví téměř nic. Snad nějakou dobu pobýval v Porýní, nejspíše ve Štrasburku, kde se setkal s tvorbou Nicolause Gerhaerta z Leydenu, jenž působil ve Štrasburku v letech 1463-1467. Stoss znal velmi dobře také dílo Monogramisty E.S. a Martina Schongauera. Pravděpodobně také navštívil Nizozemí a Brusel a seznámil se zde s tvorbou Rogiera van der Weydena.
V roce 1477 opustil Norimberk a usadil se se svou ženou Barborou rozenou Herzovou v Krakově. Zde vytvořil své nejvýznamnější dílo - Mariánský oltář v Kostele Nanebevzetí Panny Marie. Po jeho dokončení v roce 1484 zde pracoval ještě na několika zakázkách (např. náhrobku krále Kazimíra Jagellonského v katedrále na krakovském Wawelu) a v roce 1496 se přestěhoval zpět do Norimberku. Ve stejném roce zemřela jeho žena Barbora.
V Norimberku se Stoss dostal do finančních potíží a 16. listopadu 1503 byl uvězněn za falšování úředních listin. Hrozil mu trest smrti nebo oslepení. S pomocí zetě Jörga Trummera z města Münnerstadtu a po přímluvě několika vážených osobností (např. würzburského biskupa Vavřince von Bibra) mu byl trest zmírněn na vypálení cejchu na obou tvářích a doživotní zákaz opuštění města. Fyzický trest byl vykonán 4. prosince 1503 pomocí rozpáleného železa.
Přes zákaz opuštění města Stoss v roce 1504 uprchl do Münnerstadtu, kde ho městská rada požádala o polychromování a zlacení oltáře, který zde předtím vytvořil Tilman Riemenschneider. V roce 1506 byl v Norimberku znovu uvězněn a nepomohl mu ani přímluvný dopis císaře Maxmiliána Habsburského. V roce 1512 jej císař povolal k vytvoření návrhu císařské hrobky v Hofkirche v Innsbrucku.
V letech 1515-1520 Stoss získal od bohatého florentského kupce Raphaela Torrigianiho zakázku na vytvoření několika soch. V roce 1516 tak pro něj vytvořil sochu Tobiáše s Andělem Rafaelem (dnes v Germanisches Nationalmuseum v Norimberku). Následovala pak socha Svatého Rocha, která se dnes nachází v bazilice Della Santissima Annunziata ve Florencii. Toto dílo označil Giorgio Vasari za "zázrak ve dřevě". V roce 1523 vytvořil oltář pro karmelitský kostel v Norimberku, který se dnes nachází v bamberské katedrále.
Veit Stoss zemřel v Norimberku roku 1533 a byl pohřben na místním Hřbitově sv. Jana v hrobě číslo 268. Zanechal po sobě sedm synů: nejstarší Andreas byl karmelitským mnichem, Stanisław (narozený v Krakově) byl úspěšným sochařem, Florian byl zlatníkem ve Zhořelci, Veit mladší a Willibald byli také sochaři, Johannes malířem a sochařem, a nejmladší Martin byl zlatníkem v Krakově.

## Výběr z díla
- Mariánský oltář (Oltář Smrti Panny Marie) v Kostele Nanebevzetí Panny Marie v Krakově, 1477-1484
- Náhrobek krále Kazimíra Jagellonského v Kapli sv. Kříže v katedrále na krakovském Wawelu
- Krucifix v jižní lodi kostela Nanebevzetí Panny Marie v Krakově
- Kristus na Olivetské hoře - pískovcový reliéf, dnes Muzeum Narodowe v Krakově, mezi léty 1480-1485
- Náhrobek primase Zbigniewa Oleśnického (zemřel 1493) v katedrále v Hnězdně
- Epitaf Filipa Kallimacha v Kostele sv. Trojice v Krakově, před rokem 1500
- Krucifix ze Špitálu sv. Ducha v Norimberku (dnes v Germanisches Nationalmuseum v Norimberku), kolem roku 1510
- Andělský pozdrav (Zvěstování Panně Marii), Kostel sv. Vavřince v Norimberku, 1517-1518
- účast na návrhu náhrobku císaře Maxmiliána Habsburského v Hofkirche v Innsbrucku, odlil Gilgo Sesselschreiber
- Tobiáš s Andělem Rafaelem, dnes v Germanisches Nationalmuseum v Norimberku, 1516
- Svatý Roch, dnes v Bazilice Della Santissima Annunziata ve Florencii
- Bamberský oltář (Oltář Narození Krista), dnes v katedrále v Bambergu, 1523